# Campionato sudamericano maschile di pallacanestro 1987
Il 32º Campionato dell'America Meridionale Maschile di Pallacanestro (noto anche come FIBA South American Championship 1987) si è svolto dal 13 al 20 maggio 1987 ad Asunción in Paraguay. Il torneo è stato vinto dalla nazionale argentina.
I FIBA South American Championship sono una manifestazione contesa dalle squadre nazionali dell'America meridionale, organizzata dalla CONSUBASQUET (Confederazione America Meridionale), nell'ambito della FIBA Americas.

## Squadre partecipanti
- Argentina
- Brasile
- Cile
- Paraguay
- Perù
- Uruguay
- Venezuela

## Classifica finale
| Pos | Squadra   | V-P |
| --- | --------- | --- |
|     | Argentina | 5-1 |
|     | Venezuela | 5-1 |
|     | Brasile   | 5-1 |
| 4   | Uruguay   | 3-3 |
| 5   | Paraguay  | 2-4 |
| 6   | Perù      | 1-5 |
| 7   | Cile      | 0-6 |